# Estefanía Juan
Estefanía Juan Tello (* 17. August 1981 in Alzira) ist eine spanische Gewichtheberin.

## Karriere
Estefania Juan Tello nahm an der Weltmeisterschaft 2007 teil, wo sie in der Gewichtsklasse bis 48 kg den siebten Rang mit einer Leistung von 183 kg belegte.
Bei den Europameisterschaften gewann die Spanierin zwei Goldmedaillen 2006 mit einem Zweikampfergebnis von 185 kg und 2007 mit 189 kg.
| Personendaten    | Personendaten            |
| ---------------- | ------------------------ |
| NAME             | Juan, Estefanía          |
| ALTERNATIVNAMEN  | Juan Tello, Estefanía    |
| KURZBESCHREIBUNG | spanische Gewichtheberin |
| GEBURTSDATUM     | 17. August 1981          |